# Bakonyság
Bakonyság là một thị trấn thuộc hạt Veszprém, Hungary. Thị trấn này có diện tích 8,56 km², dân số năm 2010 là 53 người, mật độ 6 người/km².